# Malaycromia helmuti
Malaycromia helmuti là một loài tò vò trong họ Ichneumonidae.